# 뷰웍스
뷰웍스(영어: Vieworks)는 대한민국의 의료 및 산업용 영상 솔루션 (Imaging Solution) 전문기업으로, 1999년에 설립되었으며 디지털 엑스레이 디텍터(Digital x-ray Detector)와 고해상도 산업용 카메라를 생산, 판매하는 중견기업이다.

## 개요
㈜뷰웍스는 1999년 9월에 연구원 6명에 의하여 ‘㈜레이시스’라는 상호로서 설립되어 광학식 엑스레이 디텍터, 의료용 카메라, 산업용 카메라 등을 개발, 생산, 판매해왔으며 2006년에 ㈜뷰웍스로 상호와 CI(Corporate Identity; 기업 이미지)를 전면 개정하고 2009년 4월에 코스닥(KOSDAQ) 시장에 상장되었다.
㈜뷰웍스는 2011년에 세계 최초로 2억6천만 화소급 산업용 카메라를 개발하고 2012년에는 평판형 엑스레이 디텍터 브랜드인 VIVIX 시리즈를 출시하면서 급속히 성장하여 2014년에는 경기도 안양시 평촌 스마트스퀘어의 사옥으로 이전했다. ㈜뷰웍스는 2016년에 TDI 라인스캔 카메라(Time Delayed Integration Line Scan Camera) VT 시리즈를 출시하고 2020년 생산능력을 확대하기 위하여 약 350억 원을 투자하여 화성 사업장을 준공하였다. 2022년에는 바이오 영상장비 연구에 특화된 판교 사업장을 설립했다.

## 주요 사업

### 엑스레이 영상 솔루션
㈜뷰웍스는 광학, 전자, 기계, 소프트웨어 등의 의료영상 솔루션 개발에 필요한 모든 핵심 요소 기술을 보유하고 그 통합 효과를 극대화하여 낮은 엑스레이량에서도 우수한 화질을 보여주고 사용하기 편리한 영상 제품을 개발, 생산하고 있다.
엑스레이 디텍터는, 피사체를 통과한 엑스레이의 강도 분포를 높은 해상도의 디지털 신호로 변화시켜서 엑스레이 필름과 같은 영상을 보여주는 장치로서 의학적 영상진단과 산업용 검사에 응용된다. 의학적 영상진단의 용용 분야로는 일반방사선 촬영장치, 동물용 엑스레이 촬영장치, 엑스레이 유방촬영장비, 치과용 엑스레이 촬영장치, 투시조영 촬영장치 등을, 산업용 응용분야로는 전자, 기계 제품의 결함 검사, 비파괴 검사, 공항의 화물 검사 등을 들 수 있다. 엑스레이 디텍터 VIVIX 브랜드를 중심으로 S(Static), V(Vision), D(Dynamic), M(Mammography) 시리즈 등 응용분야별로 다양한 제품군을 갖춘 ㈜뷰웍스는 2018년에 엑스레이 디텍터 판매 대수를 기준으로 세계 시장 점유율 4위(시장조사업체 IHS에 따름)를 기록했으며 2020년에는 비파괴검사용 엑스레이 디텍터와 동영상용 엑스레이 디텍터의 매출을 크게 확대하였다.
기술혁신을 통한 새로운 시장을 창출하기 위하여, ㈜뷰웍스는 세계 최초로 양성자 디텍터의 상품화를 추진하고 있으며 혼합 변환 방식인 하이브리드 엑스레이 디텍터의 시제품을 개발하고 있다.

### 머신비전 솔루션
㈜뷰웍스는 사람의 눈을 대신하여 전자, 기계적 방식으로 영상을 취득하여 인식하는 기능을 수행하는 ‘머신 비전’의 핵심부품인, 산업용 카메라를 개발, 생산하고 있다. ㈜뷰웍스의 산업용 카메라는 주로 머신 비전을 이용하는 디스플레이 패널 검사, 인쇄회로기판 검사의 핵심 역할을 수행하며 스크린골프 등의 고속 촬영 분야나 건설 구조물 등의 안전 검사에도 널리 사용되고 있다.
㈜뷰웍스는 영상센서, 광학, 전자, 정밀기구, 소프트웨어 등의 개발 기술을 모두 사내에서 보유하고 있는 통합 효과를 발휘하여, 초저가 냉각 카메라에 필요한 열전 냉각구조, 기존 영상 센서의 해상도의 한계를 극복한 픽셀시프팅(Pixel Shifting) 등 독자적인 기술을 개발하고 상업화하였다. 또한 세계 최초의 하이브리드 TDI 라인스캔 카메라(Time Delayed Integration Line Scan Camera)와 세계 최고해상도 155메가픽셀(Mega Pixel) 카메라 출시를 통하여 디스플레이 패널(Display Panel) 검사 시장을 주도하였다.

### 바이오 영상 솔루션
㈜뷰웍스는 초저가 냉각 카메라 기술을 응용하여, 그간 가격이 비싸고 사용이 불편하여 수요가 한정되었던 바이오 영상 촬영용 시스템 시장에 새로운 수요를 창출하였다. 기존에 출시한 연구용 소동물 영상장비 VISQUE시리즈와 더불어, 질병의 원인균을 포착하는 현장 검사 시스템과 디지털 병리 장비인 슬라이드 스캐너의 상업화를 앞두고 있다.
㈜뷰웍스가 출시한 연구용 소동물 영상 장비는 신약 개발에 앞서 동물의 체내 약물 흐름을 연구·분석할 수 있도록 만들어진 촬영 장비이다. VISQUE InVivo Elite, InVivo Smart, InVivo Smart-LF, ART 등의 바이오 영상 촬영 장비들을 개발하여 시장을 확대하고 있다. VISQUE시리즈는 국내 소동물 영상 장비 시장에서 80%의 점유율을 차지하고 있을 뿐만 아니라 매출의 60% 이상이 수출에서 발생하며 국산 연구 장비의 위상을 높이고 있다. 특히 최근 출시된 VISQUE ART 시리즈는 세계 최고 수준을 뛰어넘는 신호 감도와 뷰웍스만의 분석 알고리즘을 겸비한 모델로 평가 받고 있다.
㈜뷰웍스는 최근 체외진단(IVD, In Vitro Diagnostics)과 현장 검사(POCT, Point-of-care Testing) 시스템 개발에도 박차를 가하고 있다. 이와 관련하여 최근 디지털화 되어가는 글로벌 병리 진단 시장에 발맞추어 슬라이드스캐너의 필드 테스트를 착수하여 2022년 말 출시를 목표로 하고 있으며, 상업화가 완료된다면 최초의 국산화를 이룩할 수 있게 된다. 또한 ㈜뷰웍스는 검사 대상의 표적 물질을 측정하여 특정 질병의 원인균을 포착할 수 있는 현장검사 시스템 개발도 진행 중이다.

## 현황
국내: ㈜뷰웍스의 본사는 경기도 안양시 동안구에 위치해 있으며, 경기도 화성시 정남일반산업단지에 생산에 전문화된 화성사업장을 운영하고 있다. 2022년 6월에는 성남시 판교이노베이션랩에 바이오 영상 연구 개발에 특화된 판교사업장을 열었다.
해외: ㈜뷰웍스는 해외 각지의 영업 활동을 원활히 하기 위해 미국·중국·유럽 등에 해외 법인을 두고 있다.

## 연혁
- 1999년 9월	주식회사 레이시스 설립 (본점 소재지: 서울 강남구 대치동 997-10 메디슨 벤처타운 별관 2층)
- 2000년 3월	벤처기업 인증 (갱신일자 2002년 4월, 2004년 10월, 2006년 10월 )
- 2000년 1월	본점 소재지 변경: 안양 동안 관양 823 동일테크노타운 7차 503호
- 2000년 11월	대한민국 산업기술 대전 동상 수상 (산업자원부)
- 2001년 3월	기업부설 연구소 설립 및 인증 (한국산업기술진흥협회)
- 2001년 1월	Maxxray 런칭: CCD Type Digital Radiography Detector
- 2002년 3월	김후식 대표이사 취임
- 2002년 8월	중기 거점기술 개발사업자 선정 (산업자원부, 원광대학교)
- 2003년 1월	디지털 엑스선 촬영 장치 특허등록 (제10-0368808호)
- 2003년 5월	2003년 차세대 세계일류상품 선정 (산업자원부)
- 2003년 11월	NT 인증 (산업자원부) 및 정밀기술진흥대회 금상 수상
- 2003년 12월	IR52 (장영실상) 수상
- 2004년 1월	ISO 9001 & ISO 13485 인증
- 2004년 11월	INNO-BIZ 업체 인증 (중소기업청)
- 2005년 6월	UL 인증 (제품명: Maxxray)
- 2005년 1월	Slimpac RF 런칭: Digital Fluoroscopic Imaging Solution
- 2005년 12월	수출 200만 달러 달성
- 2006년 5월	의료기기 제조업 허가 (식품의약품안전청)
- 2006년 7월	QXR 시리즈 런칭: CCD Type Digital Radiography Detector
- 2006년 1월	상호변경: ㈜레이시스=>㈜뷰웍스(2006.10.13)
- 2006년 1월	본점소재지 변경: 경기 성남 중원 상대원 307-2 선텍시티2, 604
- 2007년 1월	미국 특허 취득: Image Intensifier Camera (US7,164,135 B2)
- 2007년 1월	CE 인증 (제품명: Maxxray, QXR-9/16, Slimpac)
- 2007년 7월	부품소재전문기업 인증 (산업자원부)
- 2007년 11월	FDA 인증: QXR-9 (K073056)
- 2007년 12월	2007년 보건산업기술대전 대상 수상
- 2007년 12월	2007년 세계일류상품 선정
- 2008년 4월	FDA 인증: QXR-16 (K080553)
- 2008년 1월	벤처코리아 2008 대통령 표창 수상
- 2008년 12월	제45회 무역의 날 천만불 수출의 탑 수상
- 2008년 12월	경영혁신형 중소기업 인증 (중소기업청)
- 2009년 4월	코스닥시장 상장 (2009.04.06)
- 2009년 5월	CE 인증 ( 제품명: Slimpac II (RF) )
- 2009년 7월	FDA 인증: QXLink
- 2009년 9월	Health Canada 인증: QXR-9/16
- 2010년 4월	GH 품질인증: QXR-9, QXR-16
- 2010년 1월	2010 코스닥 히든챔피언 선정 (2014년까지 5년 연속수상)
- 2011년 5월	WATC (세계일류기술연구센터) 지정 (지식경제부)
- 2011년 8월	Vision Viewer Limited 인수
- 2011년 1월	세계 최초 2억6천만 화소급 산업용 카메라 개발
- 2012년 1월	CE 인증 (제품명: ViVIX)
- 2012년 5월	FDA 인증 (제품명: ViVIX)
- 2012년 12월	제49회 무역의 날 이천만불 수출의 탑 수상
- 2013년 5월	ISO 14001 인증 획득
- 2013년 12월	제50회 무역의 날 삼천만불 수출의 탑 수상
- 2014년 8월	본점소재지 변경: 경기 성남 중원 상대원동->경기도 안양시 동안구 부림로 170번길41-3 (관양동)
- 2014년 9월	뷰웍스 새로운 CI 발표
- 2014년 1월	Vieworks America, Ltd. 설립
- 2015년 1월	주식회사 센소허브 설립
- 2015년 2월	CFDA 인증: VIVIX-S Series
- 2015년 3월	ANVISA 인증: VIVIX-S Series
- 2015년 3월	Gost-R 인증: VIVIX-S Series
- 2015년 3월	VN-25MX Red Dot Design Award: Product Design 2015 수상
- 2015년 3월	Vision Systems Design Innovators Awards 2015: Platinum 수상
- 2016년 2월	VT Series iF Design Award 2016 수상
- 2016년 4월	Vieworks EU GmbH 설립
- 2016년 7월	VTDI 장영실상 수상
- 2016년 12월	제53회 무역의 날 오천만불 수출의 탑 수상
- 2017년 11월	세계일류상품 및 생산기업 선정
- 2017년 12월	제54회 무역의 날 칠천만불 수출의 탑 수상
- 2018년 1월	Vieworks America의 Medlink Imaging, LLC 지분 인수
- 2018년 1월	하이브리드 컬러 TDI 라인 스캔카메라, VTC 시리즈 출시
- 2018년 3월	월드클래스 300 선정
- 2018년 6월	맘모그래피용 디텍터, VIVIX-M 시리즈 출시
- 2018년 6월	산업용 디텍터, VIVIX 시리즈 출시
- 2019년 1월	초소형 CMOS 카메라 VQ 시리즈 출시
- 2019년 6월	전임상 형광 & 발광 인비보 이미징 시스템, VISQUE® Smart-LF 출시
- 2020년 2월	VIVIX-S V 시리즈 2020 iF 디자인 어워드 수상
- 2020년 3월	VIVIX-S V 시리즈 FDA 승인
- 2020년 5월	터키법인(VWTK)설립
- 2020년 7월	소노텍 지분 취득
- 2020년 8월	Xera 지분 취득
- 2020년 12월	대한민국발명특허대전 한국발명진흥회 회장상 수상 (방사선 검출 장치용 핸들)
- 2020년 12월	뷰웍스 화성사업장 개소식 (소재지: 경기도 화성시 정남면 정남산단2길 25-7)
- 2020년 12월	TDI 라인스캔 카메라 'VTDI 시리즈' 세계일류상품 유공 표창 (산업통산자원부장관 표창)
- 2021년 4월	VIVIX-S F 시리즈 Red Dot Design Award: Product Design 2021 수상
- 2021년 4월	하이엔드 산업용 렌즈 VEO 시리즈 출시
- 2021년 6월	한국거래소 코스닥 라이징스타 기업 선정
- 2021년 6월	세계 최초 1억 5200만 화소 산업용 카메라 VP-152MX 출시
- 2021년 11월	모던밸류(주) 지분 취득
- 2021년 12월	제58회 무역의 날 1억불 수출의 탑 수상
- 2022년 1월	초고감도 소동물용 인비보 이미징 시스템 VISQUE® ART 시리즈 출시
- 2022년 6월	뷰웍스 판교사업장 개소식 (소재지: 경기도 성남시 수정구 금토동 422-1 판교이노베이션랩 5F)